# Кашљавац
Кашљавац је насељено место у саставу општине Шандровац у Бјеловарско-билогорској жупанији, Република Хрватска.

## Историја
До територијалне реорганизације у Хрватској налазио се у саставу старе општине Бјеловар.

## Становништво
На попису становништва 2011. године, Кашљавац је имао 153 становника.

## Попис1991.
На попису становништва 1991. године, насељено место Кашљавац је имало 206 становника, следећег националног састава:
| Попис 1991.‍  | Попис 1991.‍  | Попис 1991.‍ | Попис 1991.‍ | Попис 1991.‍ |
| ------------ | ------------ | ----------- | ----------- | ----------- |
|              |              |             |             |             |
| Хрвати       | Хрвати       |             | 107         | 51,94%      |
| Срби         | Срби         |             | 77          | 37,37%      |
| Југословени  | Југословени  |             | 13          | 6,31%       |
| Мађари       | Мађари       |             | 1           | 0,48%       |
| неопредељени | неопредељени |             | 3           | 1,45%       |
| непознато    | непознато    |             | 5           | 2,42%       |
| укупно: 206  |              |             |             |             |